# Christian Noboa
Christian Fernando Noboa Tello (Guayaquil, 9 april 1985) is een Ecuadoraans voetballer die bij voorkeur als middenvelder speelt. Hij verruilde FK Rostov in juli 2017 transfervrij voor FK Zenit. Noboa debuteerde in 2006 in het Ecuadoraans voetbalelftal.

## Clubcarrière
Noboa debuteerde in 2004 in het profvoetbal in het shirt van Emelec. Hij speelde 89 competitiewedstrijden voor de club, waarin hij acht doelpunten maakte. Roebin Kazan haalde hem in 2007 naar de Russische Premjer-Liga. Hij debuteerde in 2009 met Roebin Kazan in de Champions League. Hij was op 29 september 2010 aanvoerder in een CL-duel tegen FC Barcelona. Hij maakte het enige doelpunt van de wedstrijd vanaf elf meter, waardoor Roebin Kazan in Camp Nou won. Noboa verruilde Roebin Kazan op 26 januari 2012 voor een bedrag van acht miljoen euro voor Dinamo Moskou. Hij debuteerde voor zijn nieuwe club op 5 maart 2012 tegen Anzji Machatsjkala.

## Interlandcarrière
Noboa werd in het najaar van 2006 opgeroepen voor de nationale ploeg van Ecuador, dat enkele oefenwedstrijden afwerkte in Spanje. Hij maakte op 28 maart 2009 zijn officiële debuut als international, in een kwalificatiewedstrijd voor de WK-eindronde in 2010 tegen Brazilië. Hij maakte de gelijkmaker. Drie dagen later maakte hij het openingsdoelpunt in een WK-kwalificatiewedstrijd tegen Paraguay. Nadien kon Paraguay een keer tegen scoren waardoor de wedstrijd net als drie dagen eerder in 1-1 eindigde.
1 Vasjoetin ·
2 Tsjistjakov ·
3 Santos  ·
4 Kroegovoj ·
5 Barrios ·
6 Fernandes ·
8 Wendel ·
10 Isidor ·
11 Claudinho ·
15 Karavajev ·
16 Adamov ·
17 Mostovoj ·
18 Kovalenko ·
19 Soetormin ·
21 Jerochin ·
25 Eraković ·
28 Alip ·
30 Cassierra ·
31 Mantuan ·
33 Sergejev ·
37 Queiroz ·
41 Kerzjakov ·
55 Rodrigão ·
77 Renan ·
79 Vasiljev ·
Coach: Semak
· Assistent-coach: Anjoekov
· Assistent-coach: Oliveira
· Assistent-coach: Simoetenkov
· Assistent-coach: Tymosjtsjoek
1 Banguera ·
2 Guagua ·
3 Erazo ·
4 Paredes ·
5 Ibarra ·
6 Noboa ·
7 Montero ·
8 Méndez ·
9 Martínez ·
10 W. Ayoví ·
11 Caicedo ·
12 Bone ·
13 E. Valencia ·
14 Castillo ·
15 Arroyo ·
16 A. Valencia ·
17 J. Ayoví ·
18 Bagüí ·
19 Saritama ·
20 Rojas ·
21 Achilier ·
22 Domínguez ·
23 Gruezo ·
Coach: Rueda